# Pavel Brutt
Pavel Aleksandrovič Brutt (in russo Павел Александрович Брутт?; Sosnovyj Bor, 29 gennaio 1982) è un ex ciclista su strada russo. Professionista dal 2001 al 2017, ha vinto la quinta tappa del Giro d'Italia 2008 per distacco, battendo i compagni di fuga Pérez, Laverde e Fröhlinger, e una frazione al Tour de Romandie 2011.

## Palmarès
- 2001 (Itera, tre vittorie)

Gran Premio Ciudad de Vigo
1ª tappa Vuelta al Táchira
2ª tappa Circuito Montañés
- 2004 (Lokomotiv, una vittoria)

2ª tappa Circuito Montañés
- 2005 (Lokomotiv, tre vittorie)

5ª tappa, 2ª semitappa Vuelta a Navarra
Classifica generale Vuelta a Navarra
3ª tappa Vuelta a Extremadura
- 2006 (Tinkoff, sei vittorie)

2ª tappa Giro di Grecia
Classifica generale Giro di Grecia
5ª tappa Circuito Montañés
5ª tappa Cinturón Ciclista Internacional a Mallorca (Palmanova > Palmanova)
Classifica generale Cinturón Ciclista Internacional a Mallorca
3ª tappa Volta Ciclista Internacional a Lleida
- 2007 (Tinkoff, due vittorie)

Gran Premio di Chiasso
9ª tappa Tour de Langkawi
- 2008 (Tinkoff, una vittoria)

5ª tappa Giro d'Italia (Belvedere Marittimo > Contursi Terme)
- 2009 (Katusha, una vittoria)

Tour de Vendée
- 2011 (Katusha, tre vittorie)

Classica Sarda
1ª tappa Tour de Romandie (Martigny > Leysin)
Campionati russi, Prova in linea
- 2012 (Katusha, una vittoria)

Volta Limburg Classic

### Altri successi
- 2017 (Gazprom-RusVelo)

Premio della Fuga Giro d'Italia

## Piazzamenti

### Grandi Giri
- Giro d'Italia

2007: 87º
2008: ritirato (10ª tappa)
2011: 128º
2012: 95º
2013: 103º
2016: 90º
2017: 134º
- Tour de France

2010: 102º
2011: ritirato (9ª tappa)
2013: 110º
- Vuelta a España

2008: 105º
2012: 106º
2015: 101º

### Classiche monumento
- Milano-Sanremo

2007: 123º
2008: 43º
2009: 109º
2014: 76º
2017: 124º
- Giro delle Fiandre

2015: 122º
2016: 86º
- Parigi-Roubaix

2008: ritirato
2015: 89º
2016: 74º
- Liegi-Bastogne-Liegi

2008: 76º
2009: 98º
2010: 112º
2016: ritirato
- Giro di Lombardia

2007: 54º
2008: 73º
2009: 58º
2010: ritirato
2014: ritirato
2016: ritirato
2017: 80º

### Competizioni mondiali
- Campionati del mondo

Zolder 2002 - In linea Elite: 83º
Mendrisio 2009 - In linea Elite: 85º
Melbourne 2010 - In linea Elite: 49º
Copenaghen 2011 - In linea Elite: 64º
Richmond 2015 - In linea Elite: 36º